# Municipio de Hickory (Arkansas)
El municipio de Hickory (en inglés: Hickory Township) es un municipio ubicado en el condado de Carroll en el estado estadounidense de Arkansas. En el año 2010 tenía una población de 4977 habitantes y una densidad poblacional de 33,67 personas por km².

## Geografía
El municipio de Hickory se encuentra ubicado en las coordenadas 36°20′54″N 93°25′26″O / 36.34833, -93.42389. Según la Oficina del Censo de los Estados Unidos, el municipio tiene una superficie total de 147.83 km², de la cual 147.83 km² corresponden a tierra firme y (0%) 0 km² es agua.

## Demografía
Según el censo de 2010, había 4977 personas residiendo en el municipio de Hickory. La densidad de población era de 33,67 hab./km². De los 4977 habitantes, el municipio de Hickory estaba compuesto por el 82.32% blancos, el 0.56% eran afroamericanos, el 0.9% eran amerindios, el 0.8% eran asiáticos, el 0.24% eran isleños del Pacífico, el 12.56% eran de otras razas y el 2.61% pertenecían a dos o más razas. Del total de la población el 29.23% eran hispanos o latinos de cualquier raza.